# Mogoșoaia (gmina)
Mogoșoaia – gmina w zachodniej części okręgu Ilfov w Rumunii. W skład gminy wchodzi wieś Mogoșoaia. W 2011 roku liczyła 7625 mieszkańców.